# Yester Parish Church

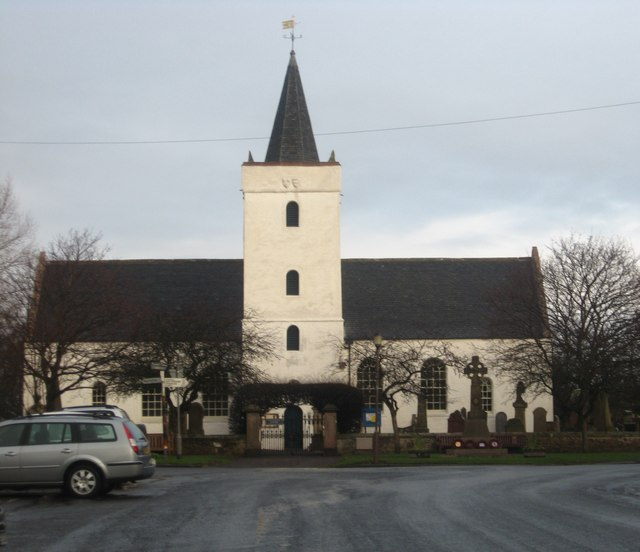
Yester Parish Church

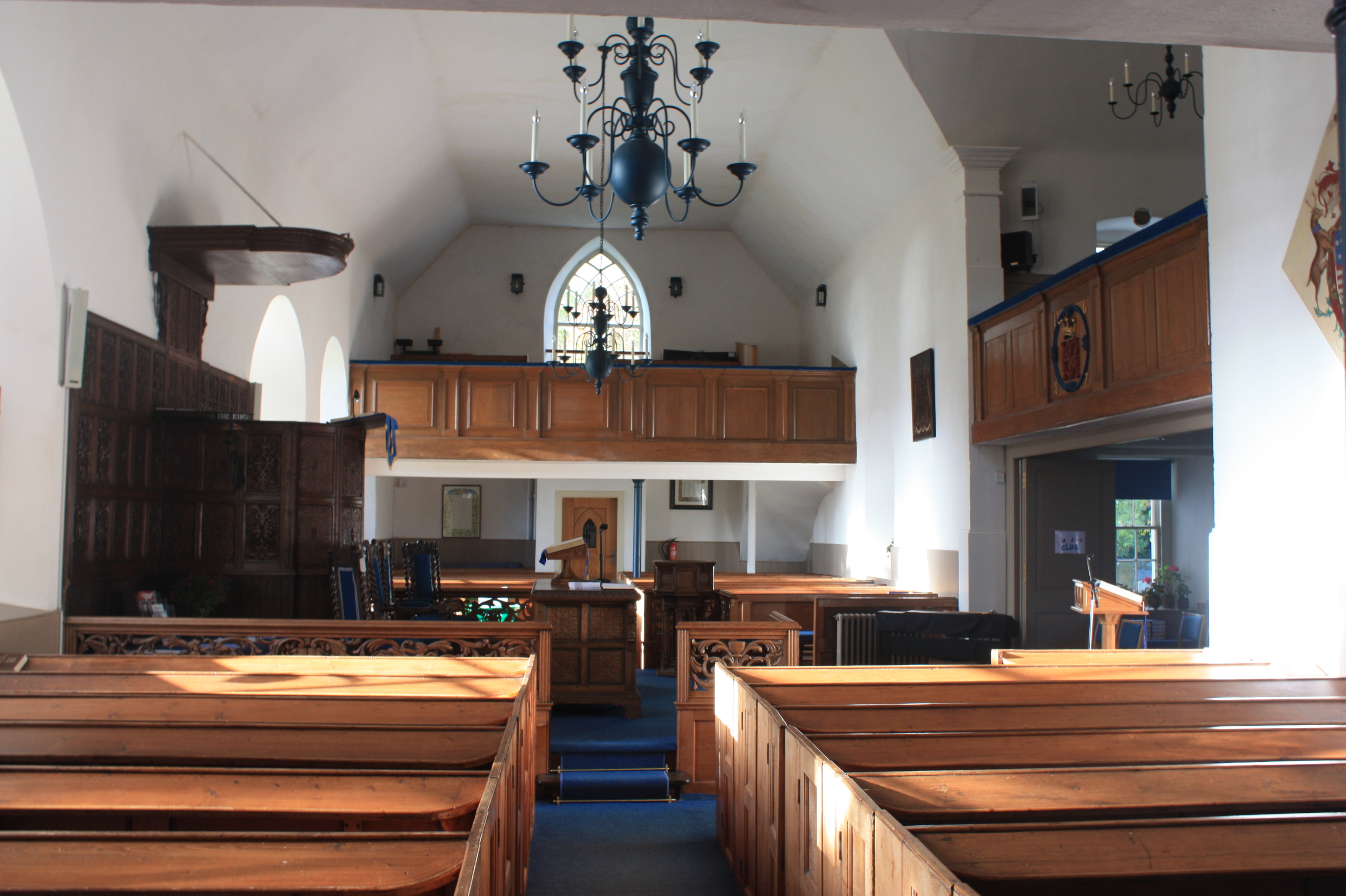
Blick über den Innenraum

Die Yester Parish Church ist ein Kirchengebäude der presbyterianischen Church of Scotland in der schottischen Ortschaft Gifford in der Council Area East Lothian. 1971 wurde das Gebäude in die schottischen Denkmallisten in der höchsten Kategorie A aufgenommen.

## Geschichte
Die Yester Parish Church wurde als Ersatz für die auf das Jahr 1241 zurückgehende St Bothan’s Chapel auf dem nahegelegenen herrschaftlichen Anwesen Yester House errichtet. Der 1708 begonnene Bau wurde 1710 abgeschlossen. Die Pläne lieferte der schottische Architekt James Smith. Im Laufe des 18. Jahrhunderts wurde das Gebäude weiter ornamentiert.

## Beschreibung
Das Gebäude liegt an einer Abzweigung von der Duns Road, der Hauptverkehrsstraße der Ortschaft, im Zentrum von Gifford. Es weist einen T-förmigen Grundriss mit vorgelagertem Glockenturm auf. Seine Fassaden sind mit Harl verputzt und weiß gestrichen. Der vierstöckige Glockenturm erhebt sich zentral an der Südwestseite. Er ist schlicht mit Rundbogenfenstern gestaltet. Eine auskragende Brüstung mit kleinen Eckfialen verdeckt die Basis seines schiefergedeckten Helms, der mit vergoldeter Wetterfahne schließt. Am Fuße des Glockenturms führt eine schlichte Rundbogentür mit darüberliegender Fensterrose ins Gebäudeinnere. Die Südwestfassade ist sieben Achsen weit und mit Rundbogenfenstern gestaltet, die auch an den übrigen Gebäudeseiten zu finden sind.